# 孝顺镇
孝顺镇，中華人民共和國浙江省金华市金东区下辖的一个镇。

## 辖区
该镇辖有：市基村、横街村、洋湖塘村、中街村、下街村、施古井村、寺后周村、王畈村、金三村、后项村、塘里村、大湖沿村、盛村、叶家村、余宅村、满塘村、童新村、雅璜村、新建村、低田村、龙潭下村、天青坑村、白溪村、傅皮村、中柔一村、中柔二村、中柔三村、下马村、邵宅村、范村、里旺村、南仓村、祥里村、让河一村、让河二村、陈桥村、莘村、塔江山村、月潭村、浦口村、李村、谷塘村、安里村、横塘俞村、车客村、金八宅村、井头坞村、官塘村、洞门村、杨堡村、仁村、马腰孔村、塘南村、刘下金村、方村、谷盘桥村、青龙头村、胡思村、杨大龙村、东王宅村、余村、石塔头村、夏宅村、松树湖村、严店村、塘湖村、下范村、栗塘范村、下江沿村、余店村、紫江塘村、堰头村、朱村、新叶店村、孔宅村、溪边金村、徐店村、金江沿村、东上叶村、后店村、前后俞村、东下叶村、叶西畈村、上明堂村、后楼下村、上市基村、金家村、前楼下村、支家村、胡塘村、畈田洪一村、畈田洪二村、畈田洪三村、白沙畈村、杨村、上季村、林塘下村、上下王村、东张店村、车门塘村、大叶荷村、山早村、吴宅口村、王家村、曹村、山头下村、张下陈村、后田村、大头畈村、张家村、上大路村、张宅村、黄泥塘村、前屋村、石泄村、孝顺农场